# Josep Maria Ruiz de Lihory i Pardines
Josep Maria Ruiz de Lihory i Pardines (València, 1852 - 1920) fou un aristòcrata, advocat i escriptor valencià, alcalde de València i diputat a les Corts Espanyoles durant la restauració borbònica.

## Biografia
Fou baró d'Alcahalí i Mosquera, besnet de Josep Rois de Liori i Izco. Estudià dret a la Universitat de València, on contactà amb Teodor Llorente Olivares, qui el va fer interessar-se per la cultura valenciana, i de qui en fou deixeble. Com a membre del Cercle Alfonsí de València, el 1874 va acollir a casa seva els organitzadors del pronunciament de Sagunt encapçalat per Arsenio Martínez-Campos Antón. Un cop restaurada la monarquia d'Alfons XII fou elegit regidor, diputat provincial i alcalde de València (1884-1885), diputat a Corts Espanyoles per Alzira (1890) i governador civil de Valladolid i de Mallorca pel Partit Conservador. Durant el seu mandat com a alcalde hagué de fer front a una epidèmia de còlera en 1885.
També fou membre de l'Academia de San Fernando i presidí Lo Rat Penat el 1903-1908 i el 1912-1915. Col·laborà a l'Archivo de Arte Valenciano, on signà els seus treballs com El barón de Alcahalí, i publicà obres erudites en castellà i contes i poesia en català.

## Obres
- Diccionario biográfico de artistas valencianos (1897) —premiat per Lo Rat Penat el 1894—
- Diccionario biográfico de músicos valencianos (1900)
- La música en Valencia (1903)
- Historia del monasterio de la Murta, Alcalá de Chivert, recuerdos históricos (1905)
- Los endemoniades de la Balma (1912)
- Cuentos y llegendes regionals (1918)